# Бункер Путина
Бункер Путина (или бункеры президента Российской Федерации; бункеры правительства Российской Федерации) — термин, обозначающий подземные защитные сооружения для укрытия президента Российской Федерации и высшего политического руководства на случай ядерной войны.

## Предыстория
Бункеры для первых лиц государства начали возводить ещё при Сталине. Существует ряд сооружений, входящих в систему «Периметр». Секретных объектов по столице, закреплённых за компанией «Трансинжстрой» — не один десяток: Лучников переулок (недалеко от здания ФСБ на Лубянке), Крестовоздвиженский переулок (недалеко от здания Министерства обороны), Таганка (рядом с бункером Сталина), много сконцентрировано вокруг бывшего пустыря, который диггеры называют «Раменки-43». «Трансинжстрой» был задуман как организация по созданию шахтных пусковых установок ракет, и хотя формально он занимается строительством метро, в судах по их искам в качестве третьего лица периодически выступает ГУСП (Главное управление специальных программ президента России), в том числе против диггеров. Специальные объекты находятся в ведении ФСБ и ГУСП. К последнему относится «Управление строительства № 30» (бывший ФГУП), чьи строители с 2008 по 2010 годы прокладывали тоннели под дворцовым комплексом недалеко от Геленджика.

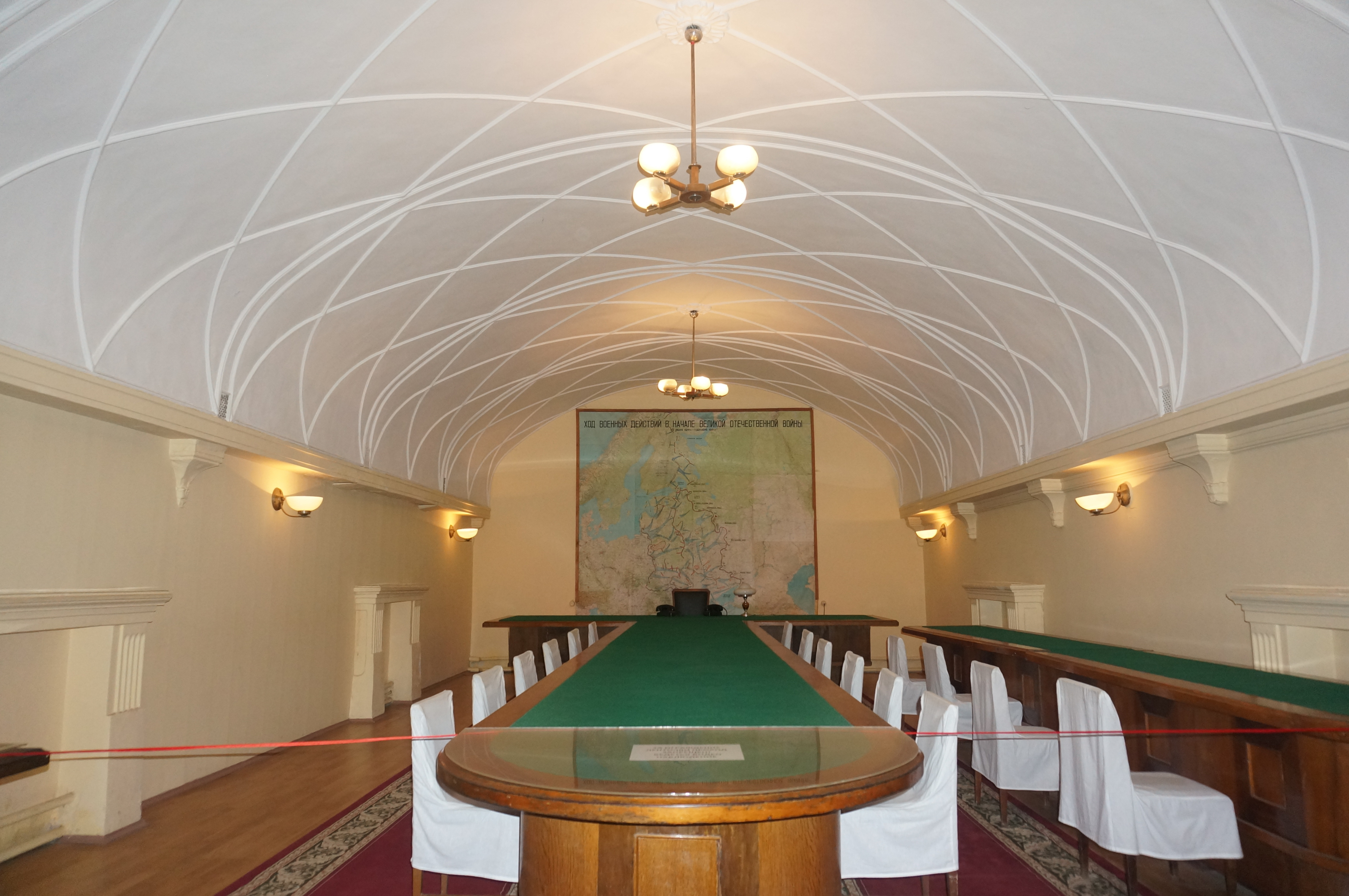
Бункер Сталина (Самара)

С 2020 года расконсервировали объект в Межгорье, активизировались строительные работы в Раменках, начали заключать новые госконтракты — по поверке приборов радиационной и химической разведки. «Трансинжстрой» по заказу войсковой части ГУСПа за 112 млн рублей обеспечил столичное убежище системой контроля параметров воздушной среды (СКПВС), которая предназначена для автоматического непрерывного дистанционного контроля радиационной обстановки и измерения уровней ионизирующих излучений. В конце марта 2022 года, после того, как создалась реальная угроза того, что война на Украине превратится в ядерную, самолёты лётного отряда «Россия» продемонстрировали аномальную активность. Даже те лайнеры, что поднимаются в воздух достаточно редко, одновременно взмыли в небо и внезапно взяли курс во внутренние регионы. Один только борт RA-61716, который обычно курсировал между Москвой, Санкт-Петербургом и Сочи, всего за неделю наведался в Екатеринбург и дважды в Уфу. В те же самые дни другой самолёт отряда «Россия» — RA-96017 — кроме Екатеринбурга отметился ещё и в Магнитогорске.

## Бункеры
- Бункер под Кремлём (Бункер № 1). Про данный бункер американская разведка узнала ещё в начале 2000-х годов. Он расположен на глубине 200−300 метров[3]. Полагается, что данный бункер начали строить в 1950-х годах вскоре после испытаний атомной бомбы. Вместимость (предположительно) до 10 тыс. человек и запас жизнеобеспечения на несколько месяцев после вероятной ядерной атаки. Соединён посредством Метро-2 с бункером вблизи МГУ Ломоносова (бункер № 2) и с аэропортом Внуково[4].
- Бункер вблизи МГУ (Раменки-43). Похожий по прочности на бункер под Кремлём. Вместимость (предположительно) до 10 тысяч человек и запас жизнеобеспечения на несколько месяцев после вероятной ядерной атаки. По иным данным, бункер может содержать до 50 тысяч человек[5]. Соединён посредством Метро-2 с бункером под Кремлём (бункером № 1) и с аэропортом Внуково[4]. У главного здания МГУ есть большой пустырь, и «Time» в 1992 году написал о якобы наличии там подземного города Раменки-43[6].
- Бункер в Ново-Огарёве. О данном бункере на территории резиденции в Ново-Огарёве рассказал Илья Пономарёв[4].
- Бункер под горой Ямантау. Данное сооружение расположено в закрытом уральском городе Межгорье, в Башкирии[7][8]. Градообразующим предприятием является «Управление строительства № 30» (бывший ФГУП), которое с 1979 года занимается «проектированием и строительством объектов промышленного, гражданского и социального назначения, специальных подземных сооружений камерного типа, тоннелей, метрополитенов, вертикальных и наклонных шахтных стволов»[1]. После распада СССР изначально проект был заморожен[9]. На спутниковых снимках 1995 года видно строительство новой военной инфраструктуры на горе Ямантау, но на запрос США о том, что там строится, Россия ответить отказалась[10]. Известность данное сооружение получило в 1996 году после публикации в The New York Times[11]. Над Ямантау, так же как и над дворцом под Геленджиком, установлена бесполётная зона[1].
- Бункер «Грот». Данное сооружение расположено в Свердловской области, под горой Косьвинский Камень. Изначально построен для анализа данных радиоцентров и центров космической связи[12].
- Бункер под санаторием «Газпрома» («Алтайское подворье»). Предполагается, что бункер находится в горах Республики Алтай, примерно в 4000 км от Москвы[13]. Находится рядом со слиянием рек Урсул и Катунь под санаторием «Газпрома»[14]. Построен «Газпромом». Во время пандемии COVID-19 местные жители не раз видели возле данной горы президентский вертолёт[9].
- Ещё два бункера находятся в 60 км южнее Москвы. Здесь хранится кислород, еда, топливо, средства связи[15].

## Официальная реакция
13 декабря 2020 года пресс-секретарь президента России Дмитрий Песков сообщил, что Путин живёт там, «где он жил и до пандемии», то есть в резиденции «Ново-Огарёво». 18 декабря Песков исключил возможность работы Путина в бункере, а 29 декабря назвал выводы о существовании бункера Путина «ерундой абсолютной».
В апреле 2021 года пресс-секретарь президента РФ заявил, что, вопреки появившимся в Bloomberg данным о подготовке ежегодного послания главы государства Федеральному собранию в некоем «секретном бункере», подготовка к посланию Путина ведётся в Кремле, а не в «бункере». По словам Пескова, напротив Белого дома через реку находится «никакой не бункер и никакой не секретный», а комплекс гостиницы «Украина».